# Provinciale weg 419
De provinciale weg 419 (N419) is een provinciale weg in de Nederlandse provincie Utrecht. De weg is een ontsluitingsweg voor Harmelen. De weg is onderdeel van het BRAVO-project; hieronder valt ook de N420 bij Woerden-West. Eind 2010 is het eerste gedeelte tussen de Veldhuizerweg bij De Meern en de aansluiting Harmelen (14a) geopend. Eind 2014, begin 2015 volgde het gedeelte tussen aansluiting Harmelen en de N198 (Leidsestraatweg) aan de westkant van Harmelen.
De weg begint bij de rotonde op de Veldhuizerweg bij De Meern. De N419 loopt vervolgens parallel aan de A12 richting het westen. De weg komt uit bij een kruispunt met verkeerslichten. Bij dit kruispunt bestaat de mogelijkheid om richting Harmelen te gaan en richting de A12. De tak richting de aansluiting op de A12 is tevens onderdeel van de N419, maar als zijtak waarbij achter de hectometerwaarde de letter "c" (vanaf de A12) of "d" (richting de A12) is toegevoegd. Op om de N419 te blijven moet bij dit kruispunt afgeslagen worden (TOTSO). De weg buigt direct na het kruispunt weer af naar het westen en gaat onder de zijtak van de N419 door. Nu komt de weg direct langs de A12 te liggen. Na ongeveer 2 kilometer buigt de weg af richting het noordwesten. Hierop volgt een rotonde waar de doodlopende weg Groenendaal op aansluit. Vanaf deze rotonde was de bedoeling dat een verbindingsweg richting de Steinhagenseweg in Woerden zou gaan lopen, maar dit plan is in de koelkast gezet. De N419 gaat vervolgens richting het noordoosten naar de westkant van Harmelen. Voordat de weg weer aansluit op de N198 (Leidsestraatweg) gaat de N419 nog over de Oude Rijn. De weg is tussen de Veldhuizerweg en Groenendaal uitgevoerd als tweestrooks-gebiedsontsluitingsweg met een maximumsnelheid van 80 km/h, het tweede gedeelte is uitgevoerd als tweestrooks-erftoegangsweg met een maximumsnelheid van 60 km/h. De N419 heeft tussen de zijtak naar de A12 en Harmelen de straatnaam Burgemeester van Koningsbruggenweg gekregen.
N23 · N194 · N196 · N197 · N198 · N199 · N200 · N201 · N202 · N203 · N204 · N205 · N206 · N207 · N208 · N209 · N210 · N211 · N212 · N213 · N214 · N215 · N216 · N217 · N218 · N219 · N220 · N221 · N222 · N223 · N224 · N225 · N226 · N227 · N228 · N229 · N230 · N231 · N232 · N233 · N234 · N235 · N236 · N237 · N238 · N239 · N240 · N241 · N242 · N243 · N244 · N245 · N246 · N247 · N248 · N249 · N250 · N307

N401 · N402 · N403 · N404 · N405 · N406 · N407 · N408 · N409 · N410 · N411 · N412 · N413 · N414 · N415 · N416 · N417 · N418 · N419 · N420 · N421 · N439 · N440 · N441 · N442 · N443 · N444 · N445 · N446 · N447 · N448 · N449 · N450 · N451 · N452 · N453 · N454 · N455 · N456 · N457 · N458 · N459 · N460 · N461 · N462 · N463 · N464 · N465 · N466 · N467 · N468 · N469 · N470 · N471 · N472 · N473 · N474 · N475 · N476 · N477 · N478 · N479 · N480 · N481 · N482 · N483 · N484 · N487 · N488 · N489 · N490 · N491 · N492 · N493 · N494 · N495 · N496 · N497 · N498 · N501 · N502 · N503 · N504 · N505 · N505 (Andijk) · N506 · N507 · N508 · N509 · N510 · N511 · N512 · N513 · N514 · N515 · N516 · N517 · N518 · N519 · N520 · N521 · N522 · N523 · N524 · N525 · N526 · N527 · N806 · N830 · N848

Cursief vermelde wegen zijn voormalige Provinciale wegen